# Transvaal
Transvaal er en historisk provins i Sydafrika som eksisterede i perioden 1910 til 1994. Provinsen blev koloniseret af boere i 1836/37, blev uafhængig fristat i 1852, okkuperet af briterne i 1877, og blev i 1884 selvstændig under navnet den Sydafrikanske republik.
Under den anden boerkrig (1899-1902) blev provinsen atter en gang okkuperet af briterne, og var i 1907 en britisk kronkoloni.
Efter de første frie valg i 1994 ophørte Transvaal med at eksistere og blev delt ind i flere provinser: Gauteng, Mpumalanga, Limpopo, og North West.
- Wikimedia Commons har flere filer relateret til Transvaal

25°S 30°Ø / 25°S 30°Ø